# Roasso Kumamoto
Roasso Kumamoto (japonsky ロアッソ熊本) je japonský fotbalový klub z města Kumamoto hrající v J3 League. Klub byl založen v roce 1969 pod názvem NTT Kumamoto SC. V roce 2008 se připojili do J.League, profesionální japonské fotbalové ligy, klub se přejmenoval na Roasso Kumamoto. Svá domácí utkání hraje na Egao Kenko Stadium.

## Významní hráči
- Keniči Uemura
- Tošija Fudžita
- Čikara Fudžimoto
- Hideaki Kitadžima
- Kento Hašimoto
- Seiičiró Maki
- Daniel Schmidt